# Оути, Масуси
Масуси Оути (яп. 大内 仁 О:ути Масуси, 28 сентября 1943, Корияма, Фукусима — 6 июня 2011, Токио) — японский тяжелоатлет, серебряный призёр летних Олимпийских игр в Мехико, (1968), бронзовый призёр летних Олимпийских игр в Токио (1964).

## Карьера
Начал заниматься тяжелой атлетикой в возрасте 14 лет, продолжив тренироваться и будучи студентом Токийского университета. Уже в 20-летнем возрасте дебютировал на мировом первенстве. Он был первым японским тяжелоатлетом, добившемся серьёзных успехов на международных соревнованиях, не в легких (в то время до 67,5 кг) весовых категориях. Его самым большим достижением стала победа на первенстве мира в Варшаве (1969) в весовой категории до 82,5 кг. По разным причинам спортсмен был вынужден пропустить два мировых чемпионата: в 1965 г. после победы на университетском первенстве Японии он совершил три неудачных подхода на национальном чемпионате и таким образом не был отобран в команду, в 1967 г. японская сборная бойкотировала после того как было принято решение, что на них будет звучать гимн и подниматься флаг ГДР. Для спортсмена это имело особое значение, поскольку в этот период он находился на пике своей формы. Оути — автор нескольких мировых рекордов в рывке и олимпийском троеборье.
На летних Играх в Мехико (1968) выиграл серебряную медаль, а до этого — в Токио (1964) — бронзовую награду, выступая в полусреднем весе. Также являлся победителем открытого чемпионата США (1963) — 407, 5 кг; дважды — Азиатских игр в Бангкоке (1966 и 1970) — 455 и 460 кг.
После завершения спортивной карьеры работал офицером полиции в Токио.

## Рывок
- 141,5 кг, 1965 в Осаке, полусредний вес (до 75 кг),
- 142,5 кг, 1966 в Оите, полусредний вес,
- 145 кг, 1967 в Юфуине (в настоящее время Юфу), полусредний вес,
- 149 кг, 1967 в Эсаси, средний вес (до 82,5 кг),
- 150 кг, 1967 в Мехико, средний вес,
- 152,5 кг, 1969 в Варшаве, средний вес.

## Олимпийское троеборье
- 450 кг, 1965 в Осаке, полусредний вес,
- 452,5 кг, 1965 в Осаке, полусредний вес,
- 455 кг, 1966 в Бангкоке, полусредний вес.